# ガフィーザ
ガフィーザ（Gafisa S.A）はブラジルの建設会社、デベロッパーである。本社をブラジル・サンパウロに置き、ブラジル各地で事業を営んでいる。1954年に設立された。BM&F Bovespa、ニューヨーク証券取引所に上場している。

## 概要
ガフィーザは、ブラジルで最大規模の不動産会社、建設会社である。1954年に、リオデジャネイロで設立された当時は、アルメイダ・ゴメス・フェルナンデス（Almeida Gomes Fernandes）という名前であった。1980年代終わりには、ガフィーザ・プロパティと改名され、GP投資グループとの提携を受けた1997年以降は、ガフィーザS.A.として活動している。
ガフィーザは、ブラジル国内の活動領域を拡大するにあたり、リオデジャネイロ及びサンパウロ以外の地区でも活動の拡大を実施する計画を2004年に策定した。その結果、ガフィサの活動領域はマナウス（アマゾナス州）、サルヴァドール（バイーア州）、ベレン（パラー州）、フォルタレザ（セアラー州）、マセイオ（アラゴアス州）、ゴイアニア（ゴイアス州）、ポルト・アレグレ（リオグランデ・ド・スル州）、クイアバ（マットグロッソ州）といったサンパウロ州及びリオデジャネイロ州以外の主要都市と、さらには、サンパウロ州内の主要都市であるイトゥ（en）、カンピーナス、サントアンドレ、リオデジャネイロ州のマカエ（en）に進出をした。
2006年には、サンパウロ証券取引所とニューヨーク証券取引所に株式を新規公開した。
現在では、アルファヴィル（Alphaville）、テンダ（Tenda）、シペサ（Cipesa）といったブランド名で高級マンションを分譲している。